# La verdadera magia negra

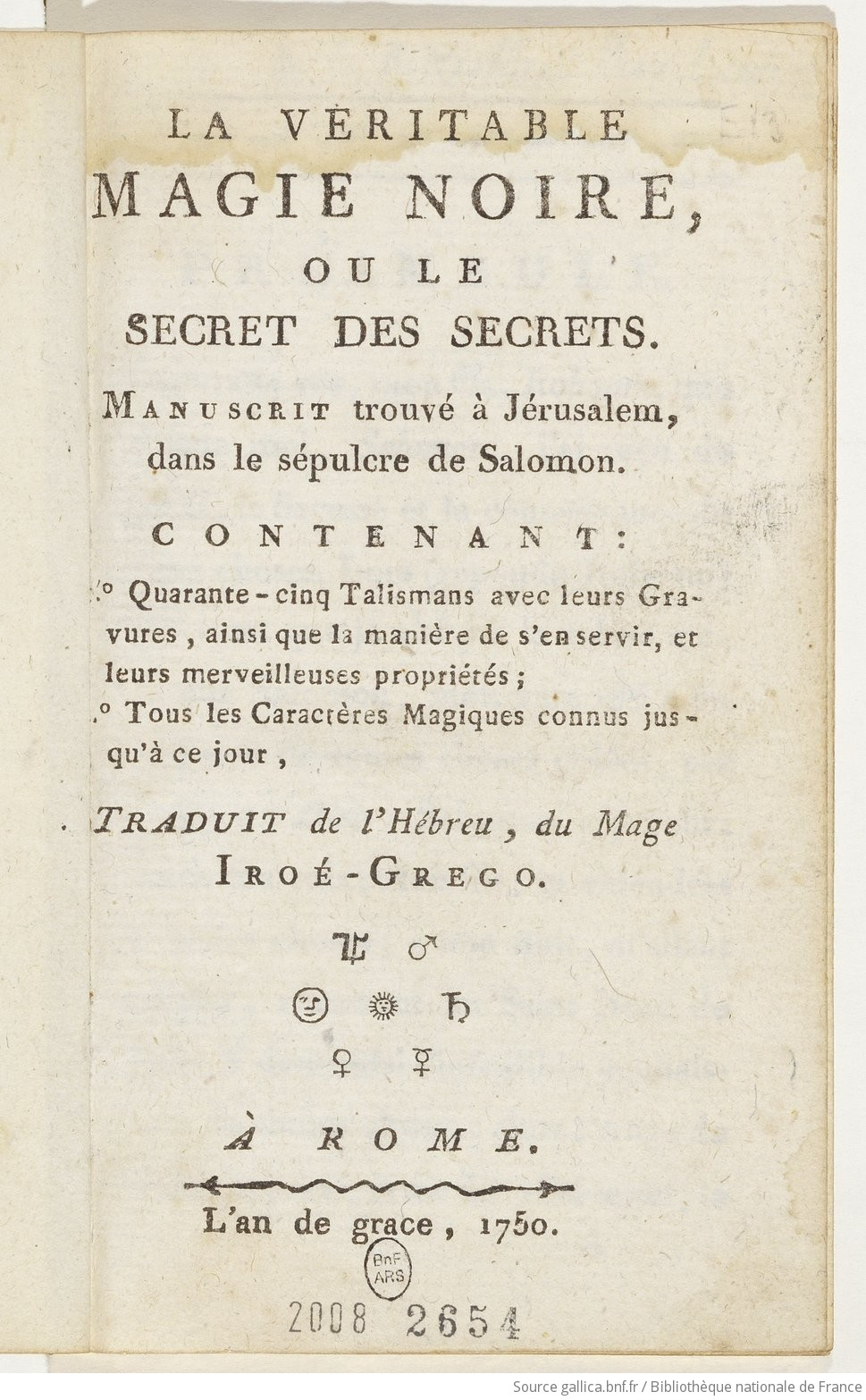
Primera página del grimorio La Verdadera Magia Negra (La Véritable Magie Noire).

La verdadera magia negra (en francés: La véritable magie noire), o Magia Oscura, también conocido como El secreto de los secretos, es un grimorio pseudoepigráfico o libro de hechizos atribuido al rey Salomón. Probablemente data del siglo XIV o XV.

## Ediciones
Sólo existen dos copias conocidas del texto, ambas fechadas en 1750 pero impresas cerca de 1790 y 1830. Una de las ediciones se realiza en la Biblioteca Nacional de Francia, mientras que la otra está en manos privadas. Ambas ediciones son supuestamente traducciones francesas de Iroé Grego a partir de manuscritos originales en hebreo.
La edición celebrada en la Bibioteca Nacional de Francia ha sido analizada por Arthur Edward Waite en su Libro de magia negra y pactos. 

## Contenido
El grimorio La verdadera magia negra está dividido en dos libros. El primero contiene instrucciones que el mago debe seguir para prepararse para los rituales mágicos y varios hechizos para lograr poderes sobrenaturales, como la capacidad de volar e invisibilidad, así como también hechizos de amor y de destrucción.
El segundo libro de La verdadera magia negra está dedicado a 45 pentáculos o talismanes que supuestamente le permiten al usuario obtener poderes, tesoros, y control sobre espíritus y demonios.